# Indice de freinage
En astronomie, l'indice de freinage est la quantité qui paramétrise la façon dont décroît la vitesse angulaire de rotation d'un pulsar au cours du temps. Il est mesurable observationnellement pour les pulsars jeunes et permet de mieux estimer leur âge (voir Âge caractéristique).

## Définition
Un pulsar est à sa naissance animé d'une vitesse de rotation élevée : sa période de rotation peut atteindre quelques dizaines de millisecondes (environ 33 ms pour le pulsar du Crabe et 89 pour le pulsar de Vela). Un pulsar présente un axe magnétique non aligné avec son axe de rotation. En tournant sur lui-même, il agit donc comme un dipôle magnétique tournant. Les lois de l'électromagnétisme prédisent qu'un dipôle tournant va perdre de l'énergie sous forme de rayonnement électromagnétique, et par suite perdre de l'énergie, ce qui va se traduire par une diminution de sa vitesse de rotation. Rien ne permet d'affirmer avec certitude que le pulsar présente une structure exactement dipolaire : il est possible que le champ magnétique du pulsar ait une structure plus complexe. À cela s'ajoute le fait que le pulsar peut avoir diverses interactions avec son environnement, ce qui peut mener à d'autres processus de pertes d'énergie que le seul rayonnement dipolaire. De plus, le champ magnétique intense du pulsar est responsable de la création de paires électrons-positrons qui peuvent aussi échanger de l'énergie avec le pulsar. La plupart de ces processus n'étant pas directement accessibles à l'observation, on modélise les pertes d'énergie du pulsar en supposant que la dérivée temporelle de sa vitesse angulaire {\displaystyle \omega } est proportionnelle à une certaine puissance de {\displaystyle \omega }, c'est-à-dire
{\displaystyle {\frac {{\mathrm {d} }\omega }{{\mathrm {d} }t}}\equiv {\dot {\omega }}=-k\omega ^{n}}.
La constante k est a priori indéterminée (et sans intérêt pour ce qui va suivre), et l'exposant n est l'indice de freinage.

## Formulation en termes de quantités observables
Observationnellement, on a accès à la valeur de la période, ou de la fréquence du pulsar au cours du temps. Bien que celles-ci soient extrêmement stables, il toujours possible de détecter la variation temporelle de la période ou de la vitesse angulaire, et dans certains cas, leur dérivée seconde. Dans ce cas, l'indice de freinage peut s'exprimer en fonction de la période ou de la vitesse angulaire et de leurs deux premières dérivées. On obtient ainsi
{\displaystyle n={\frac {\omega {\ddot {\omega }}}{{\dot {\omega }}^{2}}}},
et
{\displaystyle n=2-{\frac {P{\ddot {P}}}{{\dot {P}}^{2}}}}.
Observationnellement, on observe la période ou la fréquence de rotation, ainsi que leur dérivée temporelle. Si ces quantités évoluent suffisamment rapidement, on peut alors avoir accès à leur dérivée seconde et mesurer ainsi l'indice de freinage.

## Valeurs typique de l'indice de freinage
Pour un rayonnement purement dipolaire, l'indice de freinage est exactement égal à 3 : l'énergie du pulsar provient essentiellement de son énergie cinétique de rotation, donnée par la formule
{\displaystyle E={\frac {1}{2}}I\omega ^{2}},
et la puissance rayonnée par un dipôle magnétique tournant (voir Rayonnement dipolaire magnétique) est proportionnelle à la puissance quatrième de la fréquence :
{\displaystyle {\frac {{\mathrm {d} }E}{{\mathrm {d} }t}}\propto -K\omega ^{4}},
ce qui donne immédiatement {\displaystyle n_{\rm {dip}}=3}.
L'indice de freinage se trouve être inférieur pour les quelques pulsars dont l'indice de freinage est connu. Par exemple, il est proche de 2,5 pour le pulsar du Crabe.

## Vérification de la valeur
Quelles que soient les valeurs de la période et de ses deux premières dérivées, il est toujours possible de calculer la quantité n. Cela ne prouve cependant pas que la période augmente comme une loi de puissance au cours du temps. Pour vérifier cette assertion, il est nécessaire de connaître la dérivée troisième de la période ou de la fréquence. Dans ce cas, on peut vérifier la cohérence interne de l'hypothèse d'une variation de la période en loi de puissance. Cela nécessite que deux quantités soient égales à l'indice de freinage, à savoir
{\displaystyle n={\frac {\omega {\ddot {\omega }}}{{\dot {\omega }}^{2}}}={\frac {1}{2}}\left({\frac {\omega ^{(3)}\omega }{{\ddot {\omega }}{\dot {\omega }}}}+1\right)},
que l'on peut réécrire sous la forme d'une prédiction pour la dérivée troisième {\displaystyle \omega ^{(3)}}, à savoir
{\displaystyle \omega ^{(3)}=n(2n-1){\frac {{\dot {\omega }}^{3}}{\omega ^{2}}}}.